# Szlovén férfi vízilabda-válogatott
A szlovén férfi vízilabda-válogatott Szlovénia nemzeti csapata, amelyet a Szlovén Vízilabda-szövetség (szlovénül: Vaterpolska zveza Slovenije) irányít.
Nem tartoznak a világ legerősebb vízilabda nemzetei közé, legjobb eredményük egy 11. hely az 1999-es Európa-bajnokságról.

## Eredmények

### Európa-bajnokság
| Év             | Helyezés       | M | Gy | D | V |
| -------------- | -------------- | - | -- | - | - |
| Sheffield 1993 | Nem vett részt | - | -  | - | - |
| Bécs 1995      | Nem vett részt | - | -  | - | - |
| Sevilla 1997   | Nem vett részt | - | -  | - | - |
| Firenze 1999   | 11. hely       | 6 | 1  | 0 | 5 |
| Budapest 2001  | Nem jutott be  | - | -  | - | - |
| Ljubljana 2003 | 12. hely       | 6 | 1  | 0 | 5 |
| Belgrád 2006   | 12. hely       | 7 | 0  | 0 | 7 |
| Málaga 2008    | Nem jutott be  | - | -  | - | - |
| Zágráb 2010    | Nem jutott be  | - | -  | - | - |
| Eindhoven 2012 | Nem jutott be  | - | -  | - | - |

## Külső hivatkozások
- A szlovén Vízilabda-szövetség honlapja